# Václav Jurečka
Václav Jurečka (* 26. Juni 1994) ist ein tschechischer Fußballspieler.

## Karriere

### Verein
Bereits 2002 spielte er schon in der Jugend des SFC Opava und durchlief hier alle U-Mannschaften, bis er schließlich zur Saison 2012/13 ein fester Teil des Kaders der ersten Mannschaft wurde. Sein Debüt für die Mannschaft, folgte am 20. Oktober 2012 bei einem 2:0-Sieg über FC MAS Táborsko, wo er kurz vor Schluss noch eingewechselt wurde. Nach weiteren Kurzzeiteinsätzen im weiteren Verlauf der Saison, stieg seine Mannschaft dann in die Dritte Liga ab. Zur Spielzeit 2014/15 kehrte er mit seinem Team zwar wieder zurück, jedoch wurde er dann für die Hinrunde an den FK Kolín verliehen. Hier sammelte er nun wieder einiges an Spielzeit, welche er auch zurück bei Opava bekam. Mit den Jahren wurde er für sein Team zum unverzichtbaren Stammspieler und stieg am Ende zur Saison 2018/19 sogar in die erste Liga auf, in welcher er sich mit seiner Mannschaft dann auch halten konnte.
Nach fast zwanzig Jahren Vereinszugehörigkeit verließ er schließlich Anfang 2020 seinen Jugendklub und schloss sich ablösefrei dem 1. FC Slovácko an. Nach ein paar Verletzungsbedingten Ausfällen wurde er für die Mannschaft aber enorm wichtig und erzielte schließlich nach einer guten Saison 2020/21 mit sieben Toren und 27 Partien, welche er mit seinem Klub auf dem vierten Platz abschloss in der Folgesaison sogar 14 Treffer in 30 Partien, womit er auch Torschützenkönig dieser Saison wurde. Ebenso gewann er mit seinem Klub in dieser Spielzeit noch den nationalen Pokal. Zur Spielzeit 2022/23 folgte nun sein Wechsel zu Slavia Prag, mit denen er sofort noch einmal den Pokal gewann und auch hier einiges an Toren macht.
Im September 2024 wechselte Jurečka zu Çaykur Rizespor in die türkische Süperlig.

### Nationalmannschaft
Mit der tschechischen U19 sammelte er ein paar Einsätze, nahm aber nie an einem größeren Turnier, mit der Mannschaft teil.
Sein Debüt im Trikot der A-Nationalmannschaft hatte er 29. März 2022, wo er bei einem 1:1-Freundschaftsspiel gegen Wales, zur zweiten Halbzeit für Jan Kuchta eingewechselt wurde. Ein paar Monate später sammelte, er dann noch einige Einsätze mit der Mannschaft in der Nations League 2022/23. Weiter bestritt er im Jahr 2023 noch drei Qualifikationsspiele für die Europameisterschaft 2024 und schoss in einem Freundschaftsspiel gegen Ungarn sein erstes Länderspieltor.